# Dacia Maraini
Dacia Maraini (født 13. november 1936) er en italiensk forfatter.